# Sopot Challenger 2001
Il Sopot Challenger 2001 è stato un torneo di tennis facente parte della categoria ATP Challenger Series nell'ambito dell'ATP Challenger Series 2001. Il torneo si è giocato a Sopot in Polonia dal 13 al 18 agosto 2001 su campi in terra rossa.

## Vincitori

### Singolare
David Ferrer ha battuto in finale  Łukasz Kubot con il punteggio di 7–5, 3–6, 6–2

### Doppio
Bartlomiej Dabrowski /  Marcin Matkowski hanno battuto in finale  Óscar Hernández /  Dmitri Vlasov con il punteggio di 6(2)–7, 6–4, 6–3